# Гальвани, Луиджи
Луи́джи Гальва́ни (итал. Luigi Galvani, 9 сентября 1737 — 4 декабря 1798) — итальянский врач, анатом, физиолог и физик, один из основателей электрофизиологии и учения об электричестве. Первым исследовал электрические явления при мышечном сокращении («животное электричество»). Обнаружил возникновение разности потенциалов при контакте разных видов металла и электролита.
Одним из последователей Гальвани был его племянник Джованни Альдини, именно он одним из первых применил теоретические знания Гальвани на практике. Он стал проводить эксперименты, связанные с электрическими явлениями при мышечном сокращении, а точнее на трупах казнённых преступников.

## Биография
Родился 9 сентября 1737 года в Болонье. Изучал сначала богословие, а затем медицину, физиологию и анатомию. В 1759 окончил Болонский университет по специальности богословие, и только после защиты диссертации заинтересовался медициной (произошло под влиянием его тестя — известного врача и профессора медицины Карло Галеацци). Несмотря на учёную степень, Гальвани круто изменил свою профессию и вновь окончил Болонский университет, но уже медицинское отделение. Магистерская работа Гальвани была посвящена строению человеческих костей. После её успешной защиты в 1762 Гальвани начал преподавать медицину. Был женат на Лючии Галеацци Гальвани. В 1785 году, после смерти своего тестя, Гальвани занял его место руководителя кафедры анатомии и гинекологии, откуда незадолго до смерти был уволен за то, что отказался принести присягу Цизальпинской республике, основанной в 1797 году Наполеоном I. Первые работы Гальвани были посвящены сравнительной анатомии. В 1771 он начал опыты по изучению мышечного сокращения и вскоре открыл феномен сокращения мышц препарированной лягушки под действием электрического тока.
Работая в университете, Гальвани одновременно занимался физиологией: ему принадлежат интересные труды, в которых он доказал, что строение птичьего уха практически не отличается от человеческого.
Умер Гальвани в своей родной Болонье 4 декабря 1798.

### Научная деятельность
К концу XVIII века английский анатом Джон Уолш доказал электрическую природу удара ската, проводя эксперименты во французском городе Ла-Рошель, а шотландский хирург и анатом Джон Хантер дал точное описание электрического органа этого животного. Исследования Уолша и Хантера были опубликованы в 1773 году.
К тому времени, как в 1786 году Гальвани положил начало своим опытам, не было недостатка в попытках физической трактовки психических и физиологических явлений. Однако именно исследования вышеуказанных ученых подготовили почву для возникновения учения о животном электричестве.
В 1791 году в «Трактате о силах электричества при мышечном движении» было описано сделанное Гальвани знаменитое открытие. Сами явления, открытые Гальвани, долгое время в учебниках и научных статьях назывались «гальванизмом». Этот термин доныне сохраняется в названии некоторых аппаратов и процессов. Своё открытие сам Гальвани описывает следующим образом:

«Я разрезал и препарировал лягушку… и, имея в виду совершенно другое, поместил её на стол, на котором находилась электрическая машина…, при полном разобщении от кондуктора последней и на довольно большом расстоянии от него. Когда один из моих помощников острием скальпеля случайно очень легко коснулся внутренних бедренных нервов этой лягушки, то немедленно все мышцы конечностей начали так сокращаться, что казались впавшими в сильнейшие тонические судороги. Другой же из них, который помогал нам в опытах по электричеству, заметил, как ему казалось, что это удается тогда, когда из кондуктора машины извлекается искра… Удивленный новым явлением, он тотчас же обратил на него мое внимание, хотя я замышлял совсем другое и был поглощен своими мыслями. Тогда я зажегся невероятным усердием и страстным желанием исследовать это явление и вынести на свет то, что было в нём скрытого».

Как справедливо указал впоследствии Вольта, в самом факте вздрагивания лапки препарированной лягушки при электрическом разряде с физической точки зрения не было ничего нового. Явление электрической индукции, а именно явление так называемого возвратного удара, было разобрано Магоном в 1779 году. Однако Гальвани подошел к факту не как физик, а как физиолог. Ученого заинтересовала способность мёртвого аппарата проявлять жизненные сокращения под влиянием электричества.
Он с величайшим терпением и искусством исследовал эту способность, изучая её локализацию в препарате, условия возбудимости, действие различных форм электричества и, в частности, атмосферного электричества. Классические опыты Гальвани сделали его отцом электрофизиологии. Гальвани, осуществив ряд экспериментов, пришел к выводу о существовании нового источника и нового вида электричества. Его привели к такому выводу опыты составления замкнутой цепи из проводящих тел и металлов (лучше всего по признанию самого учёного было использовать разные металлы, например железный ключ и серебряную монету) и лягушечного препарата.
После долгих научных изысканий Гальвани предположил, что мышца является своеобразной батареей лейденских банок, непрерывно возбуждаемой действием мозга, которое передается по нервам. Именно так и была рождена теория животного электричества, именно эта теория создала базу для возникновения электромедицины, и открытие Гальвани произвело сенсацию. Среди последователей болонского анатома оказался и Алессандро Вольта.

## Память
- В Болонье именем Гальвани названа площадь (Piazza Luigi Galvani), на которой рядом со старым зданием Болонского университета установлен памятник учёному.
- С 1860 года лицей Болоньи носит имя Гальвани (Liceo Ginnasio Luigi Galvani).
- В честь Луиджи Гальвани в 1961 г. назван кратер на обратной стороне Луны.

## Интересные факты
- Считается одним из прототипов доктора Виктора Франкенштейна
- Наблюдения Гальвани послужили источником вдохновения для романа Мэри Шелли «Франкенштейн».

## Сочинения
- (1791) «Трактат о силах электричества при мышечном движении» (De Viribus Electricatitis in Motu Musculari Commentarius).